# Глыбочка (Витебская область)
Глы́бочка (бел. Глы́бачка) — агрогородок в Ушачском районе Витебской области Белоруссии. Центр Глыбоченского сельсовета.

## Географическое положение
Агорогородок Глыбочка находится приблизительно в 72 км к западу от Витебска и в 25 км к северо-востоку от городского посёлка Ушачи. Северная окраина примыкает к озеру Глыбочка Южная.

## Население
- 1996 год — 827 жителей, 336 дворов[5].
- 2009 год — 567 жителей.

## Инфраструктура
В Глыбочке функционируют средняя школа, Дом культуры, библиотека, больница, аптека, комбинат бытового обслуживания, отделение связи.

## Достопримечательности
- Братская могила советских воинов и партизан.
- Глыбочанские валуны — памятник природы, расположенный неподалёку[5].

## Известные уроженцы
- Гарбук, Геннадий Михайлович — советский белорусский актёр.